# Britská monarchie

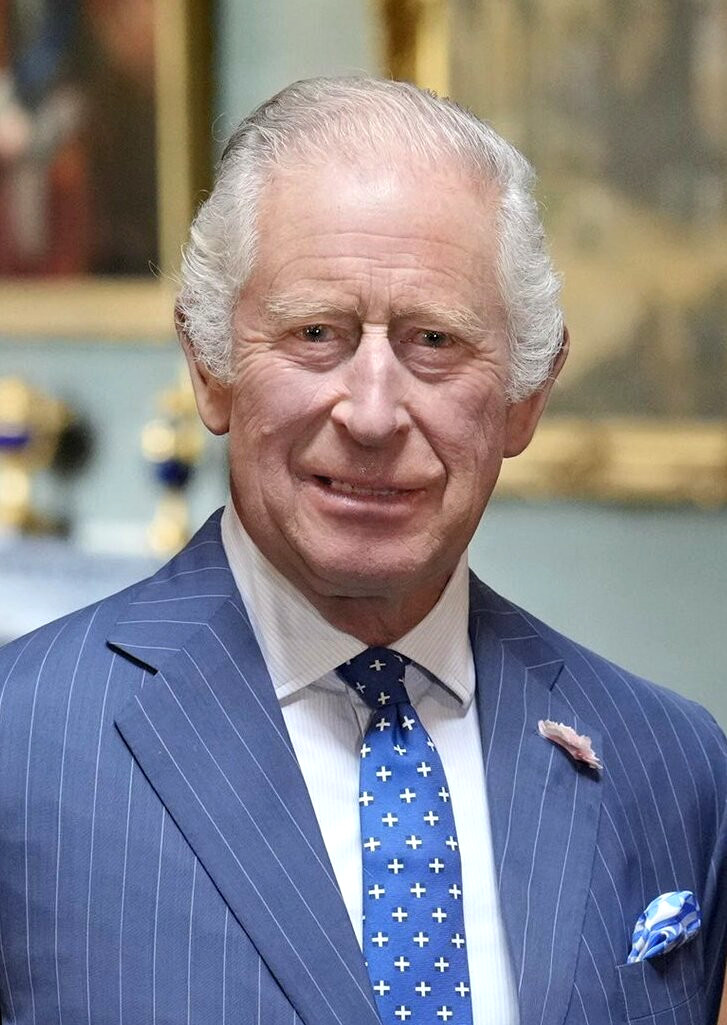
král Karel III.

Monarchie Spojené království Velké Británie a Severního Irska je monarchický systém, jenž do čela Spojeného království Velké Británie a Severního Irska (plus Britských korunních závislých území a Britských zámořských území) staví jako hlavu státu dědičného panovníka známého jako britský král. Jeho pozice je určena nekodifikovanou ústavou Spojeného království, britská monarchie je tedy konstituční. Nekodifikovanost ústavy je britské specifikum, které teoreticky otevírá panovníkovi značný manévrovací prostor. Formálně má dokonce stále pravomoc nad vládou – která je známá jako „vláda Jeho Veličenstva“. V praxi však tato pravomoc může být použita pouze podle zákonů přijatých v parlamentu a v rámci omezení konvencemi a precedenty. Například při jmenování předsedy vlády je politická role britského monarchy - v současnosti - mnohem menší než u řady prezidentů v republikánských systémech. Ani osobně prováděné úkony, jako je králova řeč či otevření parlamentu, nemá panovník pod plnou osobní kontrolou. Prakticky veškerou výkonnou moc drží vláda, především pak její předseda. Zákon schválený zákonodárnými sbory musí mít královský souhlas. Teoreticky může král zákon vetovat - bez možnosti přehlasování veta parlamentem -, ale věc je považována tradicí za velmi ošemetnou a naposledy bylo veto použito roku 1708. Panovník a jeho nejbližší rodina plní především různé úřední, ceremoniální, diplomatické a reprezentační povinnosti. Monarchická instituce, označovaná též často jako Koruna (The Crown), také zaujímá jedinečnou kulturní roli. Propaguje britské hodnoty a britskou kulturu v zahraničí, zvyšuje cestovní ruch a podporuje charitativní organizace. Jednou z mála oblastí, kde vůle panovníka hraje zásadní roli, je udělování vyznamenání a šlechtických titulů. Současným panovníkem je král Karel III., který na trůn nastoupil 8. září 2022 po smrti své matky, královny Alžběty II.

## Dějiny
Britská monarchie má svůj původ v malých královstvích Anglosaské Anglie a raně středověkého Skotska, které se v 10. století zkonsolidovaly do formy Anglického království a Skotského království. Británie, navzdory silnému monarchistickému cítění, má paradoxně velkou a časnou tradici oslabování panovnické moci, tento proces zahájila již roku 1215 Magna charta libertatum. V 16. století hráli angličtí a skotští panovníci ústřední roli v procesu reformace a vzniku anglikánské církve. Britský monarcha má k této národní církvi dodnes silné vazby, formálně stojí v jejím čele. Dosud platný zákon z roku 1689 vyloučil římské katolíky z nástupnictví. Od roku 1603 vládl anglickému a skotskému království jediný panovník. V letech 1649 až 1660 byla tradice monarchie přerušena Anglickou republikou. V roce 1707 došlo ke sloučení království Anglie a Skotska, čímž vzniklo Království Velké Británie. Od tohoto momentu také existuje úřad britského monarchy. V roce 1801 se ke království připojilo Irské království a vzniklo Spojené království Velké Británie a Irska. Díky námořní, obchodní a vojenské moci se toto království stalo rozlehlým Britským impériem, které v roce 1921 pokrývalo čtvrtinu světové rozlohy. Přestože se toto impérium prakticky rozpadlo (a i většina Irska se oddělila), britský monarcha si udržel v mnoha bývalých koloniích panovnické postavení (Kanada, Austrálie). Mnohde ho ale ztratil (Spojené státy, Indie). Pozůstatkem Britského impéria je velmi volný svazek zemí zvaný Společenství národů (Commonwealth realm). Britský panovník má titul Hlava Commonwealthu (Head of the Commonwealth). Patnáct jeho členů, ačkoli všechny jsou nezávislými a suverénními zeměmi, uznává britského monarchu za svého panovníka, ačkoli tento panovník má v každé zemi jiný oficiální titul a často i různou roli. Ačkoli se tento termín dnes používá jen zřídka, dá se říci, že patnáct států Commonwealthu je personální unií. Dnes to však na rozdíl od minulosti značí především určitou kulturní spřízněnost.

## Pravomoci
K viditelným rozdílům mezi ceremoniální funkcí prezidenta v republikánských systémech a ceremoniální funkcí britského monarchy patří například to, že monarcha se objevuje na britských bankovkách a všech britských mincích. Zpívá se o něm také v britské státní hymně God Save the King. Pokud je na trůně královna, musí se text hymny i její název obměnit na God Save the Queen. Britští politici a úředníci také skládají panovníkovi a jeho zákonným nástupcům přísahy věrnosti. Také soudní funkce jsou vykonávány královým jménem. Specifikou jsou také pravidelné každotýdenní audience premiéra. Na těchto setkáních nejsou pořizovány žádné záznamy a jednání zůstávají plně důvěrná. Často se spekuluje o tom, že panovník přes tato setkání uplatňuje jistý neformální vliv na exekutivu. Panovník má formálně moc odvolat ministerského předsedu, ale naposledy byla tato moc uplatněna v roce 1834, kdy Vilém IV. zbavil funkce Williama Lamba. Zajímavostí je, že premiér se ujme úřadu tím, že se zúčastní soukromé audience u monarchy. Tím je toto jmenování okamžitě účinné bez jakýchkoli dalších formalit nebo nástrojů. Každé zasedání parlamentu začíná předvoláním panovníka. Panovník přečte z trůnu v komoře Sněmovny lordů projev, který nastíní legislativní agendu vlády. Ten je mu připraven vládou. Zákon o parlamentech na dobu určitou z roku 2011 dočasně odebral pravomoc panovníka rozpustit parlament, tato pravomoc však byla obnovena zákonem o rozpuštění a svolání parlamentu z roku 2022. Pozice panovníka vůči ozbrojeným silám a diplomatickému sboru je naopak velmi podobná jako v republikánských systémech. Panovník je formálně vrchním velitelem ozbrojených sil, akredituje velvyslance a přijímá vedoucí misí z cizích států. Panovník je právně neodpovědný a má právo udělit milost pachatelům trestných činů (tyto instituty republiky obvykle převzaly a přisoudily svým hlavám států). Existuje více než 160 zákonů, které panovník nemusí plnit. Je například vyňat z antidiskriminační legislativy a dalších zákonů o právech pracovníků, jejich zdraví a bezpečnosti. Stejně tak je osvobozen od četných daní. Inspektoři životního prostředí nemohou bez povolení vstupovat na pozemek panovníka.